# سیکواینالا
سیکواینالا (انگلیسی: Siquinalá) یک شهر کوچک در بخش گواتمالا است. جمعیت این شهر در حدود ۲۳٬۰۰۰ نفر است. این شهر در ۸۱ کیلومتری شهر گواتمالا و در بین شهرهای اسکاینتلاSanta Lucía Cotzumalguapa و La Democracia قرار گرفته‌است.